# Takuto Otoguro
Takuto Otoguro (jap. 乙黒拓斗 Otoguro Takuto; ur. 13 grudnia 1998) – japoński zapaśnik walczący w stylu wolnym. Złoty medalista olimpijski z Tokio 2020 w kategorii 65 kg. Mistrz świata w 2018; piąty w 2019 roku. 
Mistrz Azji w 2020 i 2021. Trzeci w Pucharze Świata w 2018. Mistrz świata kadetów w 2015 i Azji w 2014 roku.